# Christina Rosmini
Pour les articles homonymes, voir Rosmini.
Christina Rosmini est une chanteuse, comédienne, danseuse, musicienne et auteure française née à Marseille.

## Biographie
Née à Marseille, Christina Rosmini a commencé sa formation artistique dès son plus jeune âge en intégrant l'école de l’Opéra de Marseille dirigée alors par Roland Petit. Elle y restera 5 ans en tant que petit rat. Elle se forme ensuite à l'école du Studio des Variétés à Paris durant deux années consécutives. Deux années durant lesquelles elle se formera à plusieurs disciplines artistiques notamment le théâtre, la technique vocale, les arrangements musicaux et l'écriture.
En 1991, elle participera à son premier spectacle musical dans l'œuvre de la chanteuse Michèle Bernard, Les Nuits noires de monde, en y interprétant le rôle de l'Espagnole.
En 1992, grâce à une rencontre avec Karim Kacel, elle sera invitée à chanter dans les concerts de Georges Moustaki au Casino de Paris ainsi que dans une tournée nationale. Elle y interprètera la chanson de Georges Moustaki écrite pour Edith Piaf: Le gitan et la fille.
De 1993 à 1995, elle sera Carmen dans le spectacle "Carmen la nouvelle" mis en scène par Jean-Luc Paliès. Elle aura sa première expérience cinématographique dans le film de Paul Carpita Les Sables mouvants sorti en 1996. Elle tournera de nouveau avec le réalisateur en 2002 dans le film Marche et rêve ! Les Homards de l'utopie, dans lequel elle interprètera le rôle d'une chanteuse sud-américaine. Elle collaborera pour l'occasion avec Vladimir Cosma à l'écriture de la chanson Los pescadores.
En 1995, elle rencontre le metteur en scène Roger Louret grâce auquel elle montera sur la scène des Folies Bergère dans le spectacle Les Z'années zazous. Leur collaboration s'étendra également de 1995 à 2000 à travers sa participation dans l'émission de télévision Les années Tubes présentée par Jean-Pierre Foucault sur TF1. Elle s'attèlera également pour l'occasion à la création des arrangements vocaux des medleys.
Toujours avec Roger Louret, elle sera la belle Espagnole dans la pièce L'Arlésienne d'Alphonse Daudet auprès de Jean Marais et de Bernadette Lafont.
De 1999 à 2000, Christina jouera dans Les Trente Millions de Gladiator mis en scène par Jean-Luc Revol en remplacement de la comédienne Marianne Épin.
 En 2000, Christina crée Escale. Un premier voyage autour du pourtour méditerranéen en chansons originales, dont elle est l’auteure et la compositrice. Ce spectacle s’est joué une quarantaine de fois dans divers théâtres, à Marseille et à Paris et sur différents festivals comme le festival Garden’ Vallée, La Fiesta des Suds où elle partage l’affiche avec Marianne Faithfull, Des Suds à Arles, etc. jusqu’en 2004.
En 2002, Christina écrit et crée Al-Andalus, le jardin des Lumières. Cette pièce de théâtre musical historique sur « l’Espagne des trois religions » voit le jour au Théâtre du Balcon au Festival d'Avignon puis part en tournée nationale. Christina Rosmini conçoit cette œuvre sous l’œil averti de Thierry Fabre (politologue marseillais organisateur des rencontres d’Averroès, et celui de Benito Pelegrin, son professeur de faculté, spécialiste de la musique médiévale et avec une mise en scène de Jean-Luc Revol.
Elle rencontre Étienne Roda-Gil en juin 2003 dont elle admire profondément la plume d’auteur de chansons. Il l’encourage et la pousse sur le chemin de l’écriture d’un univers singulier et accompagnera ainsi sa créativité par des conseils réguliers jusqu’à sa mort en juin 2004.
Sa création musicale Sous l'oranger, évoluera de 2005 à 2007 (Théâtre Toursky) et sera joué à Marseille (Metissons, Babel Med Music 2009, 1re partie de la chanteuse Achinoam Nini (Noa) et de la palestinienne Mira Awad, Espace Julien mai 2010, etc.), à Paris (Le Grand Rex, Essaïon, Zèbre de Belleville, Café de la Danse, Magic Miror Dansoir de Karine Saporta...), un peu partout en France et à l’étranger (Brésil, 18 concerts à Sao Paulo, festival Mostra SESC de Artes Mediterraneo). Au total plus de 70 représentations. Ce nouveau spectacle de compositions de Christina Rosmini est axé sur le désir des femmes en Méditerranée. La production de l’album Sous l'oranger abouti à une signature en licence avec le label Le Chant du Monde, Harmonia Mundi (sortie nationale avril 2009).
En 2006 elle écrit et met en scène Au devant de la vie, un spectacle musical sur le Front populaire et les premiers congés payés qui tournera pendant quatre années (ex à Marseille : le Dôme, le Palais des Congrès, le Théâtre Gyptis, la Salle des Lices, et tournée nationale dont La Confédération de la CGT à Montreuil). Il sera refondu en 2016 pour une création intitulée Front pop ! Au devant de la vie à l’occasion des 80 ans des congés payés et tournera dans toute la France entre avril et décembre 2016,,.
En mai 2011 nait, au théâtre Toursky à Marseille, la nouvelle création de Christina Rosmini D'autres rivages,. Depuis le spectacle a été joué plus de 50 fois, en France et en tournée à l’étranger (Tunisie, Inde, etc.), dont 2 concerts à l’Olympia en janvier 2014 en 1re partie d’Enrico Macias,... À l’occasion de l’année « Marseille Provence Capitale Européenne de la Culture », D'autres rivages a obtenu la labellisation MP2013,. 
En 2012, elle se produit pour la fête de la musique accompagnée par les 45 musiciens de l’Orchestre lyrique d’Avignon sous la direction de Samuel Jean, devient marraine du Théâtre Silvain, théâtre de verdure à Marseille, et réunit plus de 1 200 personnes au concert qu'elle y donne au mois de juillet.
En avril 2014, Christina chantera en duo avec un de ses maîtres : Paco Ibáñez.
En 2015, Jean-Marc Dermesropian l'introduit dans le milieu de la chanson française en lui proposant de faire le concert d'ouverture du Festival Georges Brassens à Vaison la Romaine et de rencontrer ainsi un nouveau public. Toujours en 2015, Christina rencontrera Michel Fugain et sa femme Sanda qui depuis l'encouragent. Elle partagera également la scène du théâtre Silvain avec Patrick Fiori et celle de La Grande Comédie à Paris avec Maxime Le Forestier et Fabienne Thibeault à l'occasion de la grande soirée annuelle des Amis de Georges (Brassens,).
En janvier 2016, la nouvelle création de Christina Rosmini voit le jour : El Niño Lorca, un spectacle musical pour public familial, qui raconte la vie et l’œuvre de Federico García Lorca en mettant l’accent sur le caractère enfantin de la poésie et de la personnalité du poète. Un coffret « BD-CD » des compositions de Christina Rosmini sur les poèmes de Federico Garcia Lorca pour ce spectacle, verra le jour à cette occasion,,,,,,,.
Dans la veine de ses deux précédents tours de chants, Christina Rosmini crée le spectacle Lalita en 2016 dont l’album sortira en septembre 2016 chez L’Autre Distribution et sera salué par la presse nationale,.
En 2017, Christina travaille à la conception d'un spectacle autour de Georges Brassens qui verra le jour lors du Festival d'Avignon 2017. Ce spectacle Tio, itinéraire d'une enfant de Brassens a gagné le prix Brassens en novembre 2018.

## Discographie

### Albums studio
- 2009 - Sous l'oranger[29]
- 2016 - Lalitá
- 2023 - INTI

### Compilations et albums en public
- 2018 - Tío Brassens (d'après le spectacle Tio, itinéraire d'une enfant de Brassens)

## Spectacles

### Créations personnelles
- 2000 : Escale
- 2002 : Al-Andalus, le jardin des lumières
- 2005 : Sous l'oranger
- 2006 : Au devant de la vie
- 2011 : D'autres rivages
- 2016 : El Niño Lorca
- 2016 : Lalitá
- 2017 : Tío, itinéraire d'une enfant de Brassens

### Spectacles divers
- 1991 : Les Nuits noires de monde (création de Michèle Bernard)
- 1993 : Carmen la nouvelle (mise en scène de Jean-Luc Paliès)
- 1995 : Les Z'années zazous (mise en scène de Roger Louret)
- 1995-2000 : Les Années tubes (mise en scène de Roger Louret)
- 1997 : L'Arlésienne d'Alphonse Daudet, mise en scène Roger Louret / Folies Bergère
- 1999 : Les Trente Millions de Gladiator (mise en scène de Jean-Luc Revol)
- 2010 : Babel Med Music[30]

## Engagement auprès de la Mahatma Amma
L'engagement de Christina Rosmini  l'amène à suivre la Mahatma Amma (Mata Amritanandamayi) dans ses œuvres humanitaires et ses tournées Européennes ainsi qu'à l'Ashram Amritapuri dans le sud de l'Inde.
Dans le cadre des œuvres d'Amma, Christina Rosmini donne régulièrement des concerts caritatifs (comme celui organisé à Paris par ETW le 1er juillet dernier à l'Église Notre Dame des Anges, afin de recueillir des fonds pour le Népal à la suite du tremblement de terre de 2015).
De la même manière, elle se produit dans les centres de Pontgouin et de Lou Paradou à Tourves, ainsi qu'au Hall des Expositions à Pontoise et au Zénith de Toulon à chaque venue d'Amma, essentiellement les nuits de Devi Bhava.
C'est cet engagement auprès de cette figure spirituelle et humanitaire  qui a donné l'envie à Christina d'écrire une chanson Hommage intitulée Dans les bras d'Amma, titre phare du nouvel album Lalita (sortie nationale officielle le 29 septembre 2016 au Zèbre de Beleville).
Enfin, un clip de la chanson Dans les bras d'Amma a été tourné lors de l'été 2015 par Christian Boustani et Axel Clévenot.